# 奈良県立医科大学
奈良県立医科大学（ならけんりついかだいがく、英語: Nara Medical University）は、奈良県橿原市にある公立の医科大学。かつては奈良県庁が運営していたが、2007年（平成19年）以降は、同県が出資する公立大学法人奈良県立医科大学が母体となっている。略称は奈良医（ならい）、奈県医（なけんい）、県立医大（けんりついだい）、奈良医大（ならいだい）。

## 概要

### 大学全体
若き日の手塚治虫が、ここの解剖学教室で漫画の仕事のかたわら論文の指導を受けて医学博士号を取得した。図書館には後年の彼が感謝の意で寄贈したブラック・ジャックのデッサンが飾られている。
施設の老朽化に伴い、同じ橿原市四条町内の新キャンパス（現在の奈良県病害虫防除研究所付近）への移転が予定されている。

## 沿革

### 年表
- 1945年（昭和20年）4月：軍医を養成するために奈良県立医学専門学校（旧制医専）が設立[2]。
- 1947年（昭和22年）7月 - 旧制奈良県立医科大学予科を開校[3]。
- 1948年（昭和23年）：旧制奈良県立医科大学学部を開設。
- 1951年（昭和26年）：旧制大学予科、旧制医学専門学校を廃止。
- 1952年（昭和27年）：新制大学奈良県立医科大学（医学部医学科）を設置。
- 1961年（昭和36年）：旧制大学「奈良県立医科大学」を廃止。
- 2004年（平成16年）：医学部に看護学科を設置（前身は附属厚生女学部、附属高等看護学校、附属看護専門学校を経て、看護短期大学部）

- 2007年（平成19年）4月1日：地方独立行政法人化し、公立大学法人奈良県立医科大学となる。
- 2008年（平成20年）：入試に地域枠を導入。
- 2018年（平成30年）10月：奈良医大発スタートアップ企業第1号として「MBTリンク」設立[4]。
- 2019年（平成31年）：社会人入試廃止。社会人入試制度は2004年の看護学科設立当時から続けられていた[5]。

## 基礎データ

### 所在地
- 奈良県橿原市四条町840

## 教育および研究

### 組織

#### 学部
- 医学部
  - 医学科
  - 看護学科

#### 大学院
- 医学研究科
  - 医科学専攻（修士課程）
  - 地域医療・健康医学専攻（博士課程）
  - 生体情報・病態制御医学専攻（博士課程）
  - 生体分子・機能再建医学専攻（博士課程）
- 看護学研究科
  - 看護学専攻（修士課程）
    - 看護学コース
    - 助産学実践コース

#### 附属施設

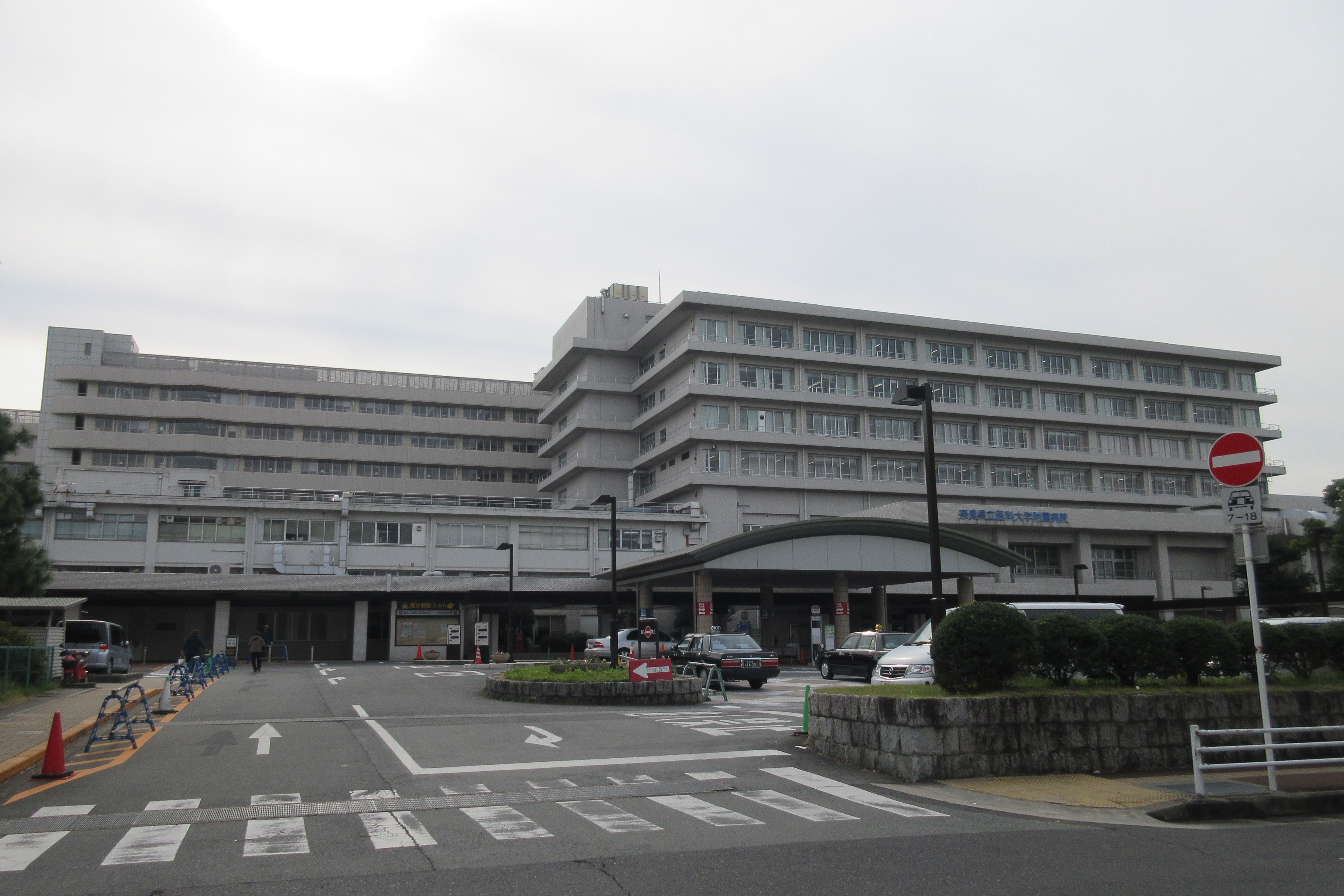
奈良県立医科大学附属病院

- 研究力向上支援センター
- 産学官連携推進センター
- 教育開発センター
- 国際交流センター
- 女性研究者・医師支援センター
- MBT研究所
- 奈良県立医科大学附属病院
- 附属図書館

## 大学関係者と組織

### 大学関係者組織
- 奈良県立医科大学には、医学科と看護学科のそれぞれに同窓会が存在している[6][7]。医学科同窓会はイメージキャラクターを設けることを決定し、そのデザインを同窓会正会員及び準会員（在学生）から公募した[8]。その結果、選ばれたキャラクターは「厳橿（いつかし）さん」と名付けられた[9]。

## 施設

### キャンパス
- 交通アクセス
  - JR桜井線畝傍駅より徒歩5分[10]。
  - 近鉄橿原線八木西口駅より徒歩8分[10]。
  - 近鉄大和八木駅から徒歩15分又は橿原市コミュニティバスで「奈良医大病院」停留所下車、または奈良交通路線バスで「医大病院前」停留所下車[10]。

#### 移転計画
現状の大学施設の老朽化・狭隘化に対応する為、2025年度（令和7年度）中に現在地より南西の旧奈良県農業研究開発センター敷地に移転が予定されている。現大学施設が移転した跡地には新病棟と立体駐車場を建設予定。
新キャンパスの近くには新駅の整備が検討されているが、近鉄側が新駅整備の代わりに既存の八木西口駅を廃止する方針を打ち出したことから、駅存続を求める近隣住民との間で対立が生じてきた。しかし、2022年（令和4年）7月に近鉄は八木西口駅の廃止方針を撤回し、八木西口駅の存続を前提に協議が進められることになった。

## 対外関係

### 地方自治体との協定
- 地域医療連携事業実施に関する協定（2012年締結）
  - 明日香村
- 包括的な連携協力に関する協定（2015年締結）[14]
  - 橿原市
- 奈良県立医科大学附属病院南側地区のまちづくりに関する連携協定（2022年締結）[15]
  - 奈良県
  - 橿原市

### 他大学との協定
- 同志社女子大学：学術交流に関する包括協定（2007年）[16]
- 学校法人早稲田大学：連携協力に関する協定（2008年）
- 立命館大学：協力協定（2025年1月1日付）[17]

## 社会との関わり

### 不祥事
- 同大学の41歳の女性教授が、2011年2月から3月にかけ、部下の40歳代の女性講師に対し「資質がない」とメールで退職を迫り、講師の連絡箱に他大学の教員募集の案内を入れるなどのパワハラを計５回繰り返した。女性講師は抑鬱状態になり、2012年2月、大学に相談。大学は翌月、教授と講師の職場を別にしたが、教授はその後も退職を迫るメールを5回送り、文書も1回、講師あてに郵送した[18]。女性講師は2012年3月末に退職。同大学は2012年8月16日付で、この教授を停職1ヵ月の懲戒処分とした[19][20]。教授は大学の調査に事実関係を認めたが、「パワハラをした認識はない」と話しているという。大学の大西峰夫理事は「誠に遺憾。再発防止に努めたい」と話している[18]。